# Les Essarts (Eure)
Les Essarts település Franciaországban, Eure megyében. Lakosainak száma 438 fő (2018. január 1.). Les Essarts Le Roncenay-Authenay, Chanteloup, Marbois, Gouville, Manthelon és Nogent-le-Sec községekkel határos.

## Népesség
A település népességének változása:
| Lakosok száma | 215  | 185  | 246  | 260  | 282  | 366  | 408  | 448  | 448  | 438  |
|               | 1962 | 1968 | 1982 | 1990 | 1999 | 2008 | 2011 | 2013 | 2017 | 2018 |